# Менке, Карл
Карл Менке (нем. Carl Menke; 3 июля 1906 — неизвестно) — немецкий хоккеист на траве, полузащитник. Серебряный призёр летних Олимпийских игр 1936 года.

## Биография
Карл Менке родился 3 июля 1906 года.
Играл в хоккей на траве за «Гладбахер» из Мёнхенгладбаха, затем за «Берлинер-92», в составе которого выиграл чемпионат Германии 1940 года.
В 1936 году вошёл в состав сборной Германии по хоккею на траве на летних Олимпийских играх в Берлине и завоевал серебряную медаль. Играл на позиции полузащитника, провёл 1 матч, мячей не забивал.
В 1935—1936 годах провёл за сборную Германии 4 матча.
О дальнейшей жизни данных нет. Его фотография в пожилом возрасте из частной коллекции была выставлена на аукционе eBay в 2018 году.